# Puerto de Seattle

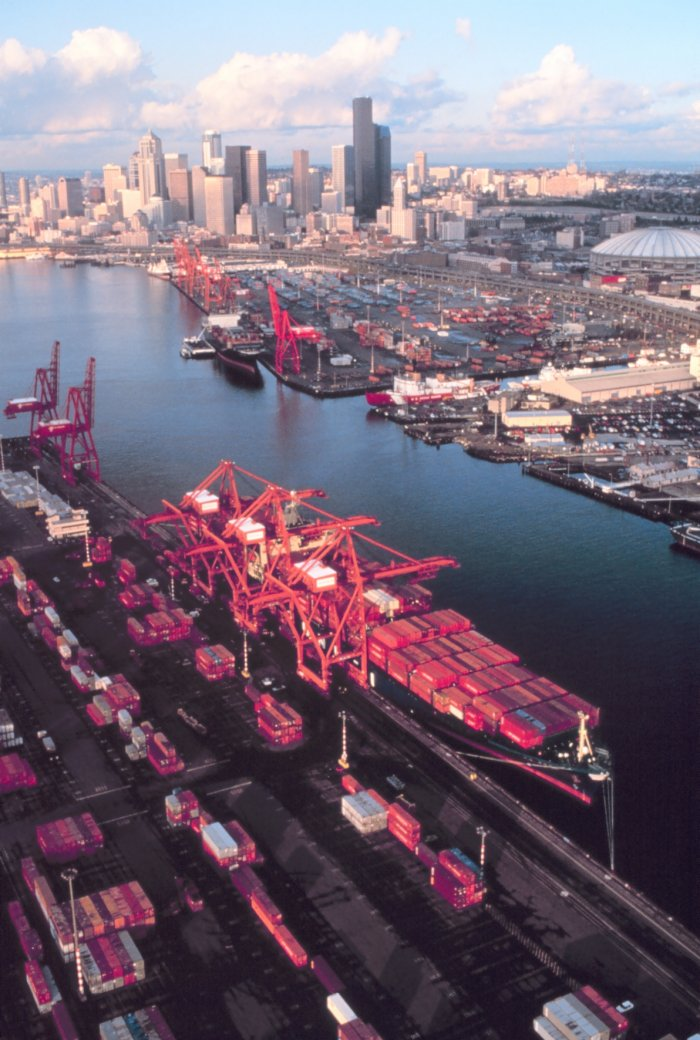
Puerto de Seattle

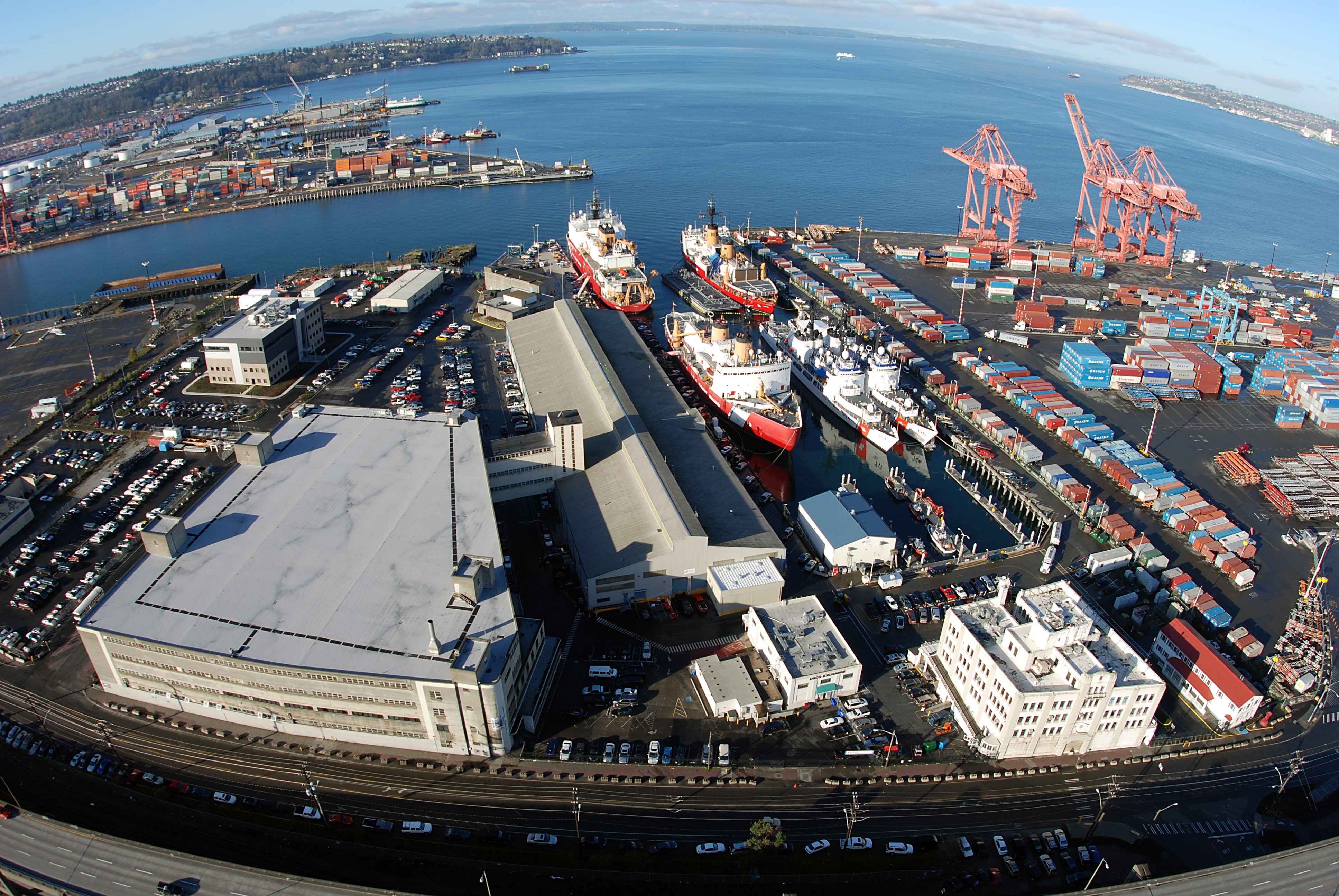
Coast Guard ISC

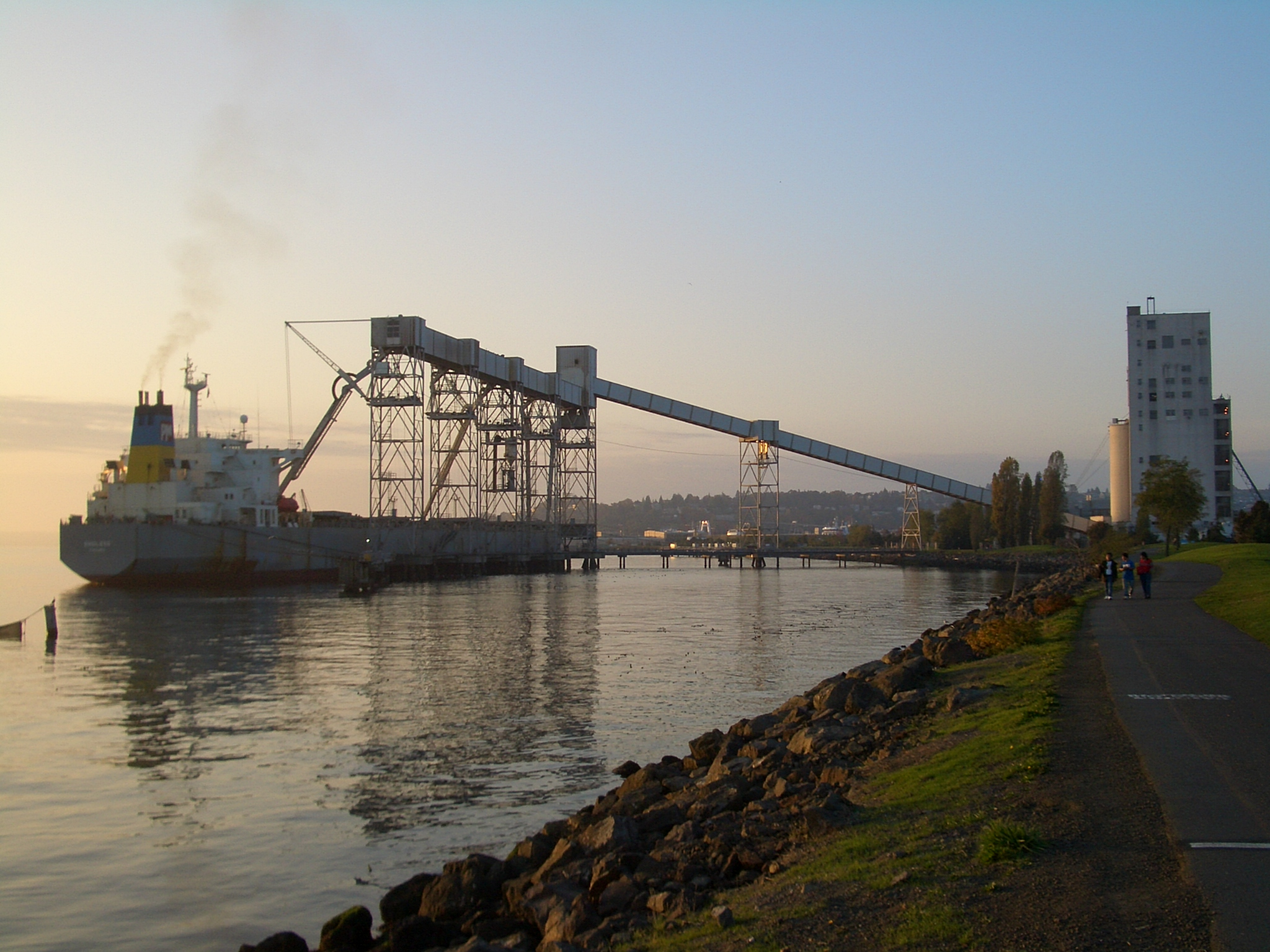
A ship at Pier 86 Grain Terminal

El Puerto de Seattle (en inglés: Port of Seattle) es una autoridad portuaria que va desde el puerto marítimo como tal hasta el aeropuerto de Seattle. Su creación se aprobó por las autoridades del Condado de King (Washington) el 5 de septiembre de 1911.
En 2011 celebraron su centenario.

## Puertos hermanados
- Puerto de Kobe, Japón - 1967
- Puerto de Taichung, Taiwán - 1997

### Archivos
- Seattle Port Commission records. (enlace roto disponible en Internet Archive; véase el historial, la primera versión y la última). circa 1899-1960. 5.52 cubic feet.
- The Merle Daniel Adlum Papers Archivado el 7 de agosto de 2011 en Wayback Machine., 1945-1986. 67.56 cubic feet. Contains records from Adlum's service as a member of the Seattle Port Commission from 1964-1983.
- Robert Bridges Scrapbooks. 1861-1921. 4 scrapbooks. Contains records from Bridge's service as Seattle Port Commissioner from 1911-1920.

- Datos: Q7231262
- Multimedia: Port of Seattle / Q7231262